# Potniško letalo
Potniško letalo (ang. Airliner) je letalo, običajno večje, ki se uporablja za prevoz potnikov in spremljajočega tovora. Operater takšnega letala je običajno civilna letalska družba, ki svojo dejavnost opravlja pod komercialnimi pogoji kot gospodarska družba. Večinoma se uporabljajo reaktivna letala, obstajajo pa tudi turbopropelerska regionalna letala kot so ATR 42/72, Bombardier Dash 8, Beechcraft 1900, Embraer EMB-120. Največja proizvajalca velikih potniških letal sta Boeing in Airbus (vsak na leto proizvede okrog 600 letal), pri manjših regionalnih pa brazilski Embraer in kanadski Canadair, ki načrtujeta tudi preboj v večja (150 sedežna) letala.
Pred prihodom reaktivnih letal so za pogon letal uporabljali batne propelerske motorje. Pozneje so se pojavili reaktivni motorji , ki so omogočili večja letala in večjo potovalno hitrost. Prva reaktivna potniška letala so imela preprostejše reaktivne motorje ang. turbojet, kasneje so se je pojavili turboventilatoski motorji (angl. Turbofan), ki imajo precej nižjo porabo goriva in so tišji. Za propelerska letala pa se uporabljajo turbopropelerski motorji ang. turboprop, ki so precej podobni turboosnim (ang. turboshaft)v helikopterjih. 
Prvo reaktivno potniško letalo je bil britanski De Havilland Comet, ki je prvič poletel leta 1949, kasneje so se pojavili Sud Aviation Caravelle, Tu-104, Convair 880, Boeing 707 in DC-8.
Potniška letala ločimo na ozkotrupna (angl. narrowbody in širokotrupna (angl. widebody). Ozkotrupna imajo samo en prehod med sedeži, pri širokotrupnih pa sta dva. Primeri ozkotrupnih so Boeing 737, Airbus A320, McDonnell Douglas DC-9, MD-80/90, COMAC C919, Mitsubishi Regional Jet Irkut MS-21, Suhoj Superjet, uporabljajo se za lete na krajše razdalje in imajo manjše število sedežev. Širokotrupna, kot so npr. Boeing 747, 767, 777, 787, Airbus A300, A330, A340, A350, A380, DC-10, MD-11 in drugi pa za daljše lete. 
V devetdesetih letih 20. stoletja so se pojavila tudi regionalna potniška letala, kot npr. CRJ (Canadair Regional Jet) in ERJ (Embraer Regional Jet), ki imajo 50-100 sedežev in se uporabljajo za regionalne lete do dolžine leta manj kot 2500 kilometrov. V zadnjih letih so se zaradi relativno velike porabe goriva precej zmanjšala naročila za ta razred, se je pa zato pojavilo ponovno pojavilo zanimanje za turbopropelerska, ki letijo sicer počasi, vendar so bolj ekonomična. Del potnikov so regionalna letala izgubila na račun hitrih vlakov.
Več kot 90% novih dobavljenih letal je dvomotornih, predvsem zaradi zanesljivosti novih motorjev. Dvomotorna letala so bolj ekonomična in lahko letijo v primeru odpovedi enega motorja samo z drugim motorjem. 
Nova letala kot so Boeing 787, Airbus A350, MS-21, Sukhoi Superjet, MRJ Mitsubishi Regional Jet, COMAC C919 kot posledico razvoja uporabljajo za glavno strukturo kompozitne materiale, ki so lažji od aluminijevih zlitin. Težnja je tudi k zamenjavi težjih hidravličnih sistemov z električnimi.
Področje letalskega prometa v Sloveniji ureja Zakon o letalstvu.

## Pomembnejši modeli iz zgodovine potniškega letalstva
- Boeing 247 – prvo letalo, ki je vsebovalo moderne lastnosti, kot so npr. popolnoma kovinska konstrukcija in uvlačljivo podvozje
- Douglas DC-3 – še vedno v komercialni rabi, 70 let po prvem letu; na splošno ocenjeno kot najvplivnejše transportno/potniško letalo vseh časov
- Boeing 307 – eno izmed prvih potniških letal s kabino pod pritiskom in zmožnostjo poleta v stratosferi
- Douglas DC-6 – sprva razvit kot vojaško transportno letalo, je bilo kasneje, po koncu 2. svetovne vojne, preurejeno za potniški promet, za kar se uporablja še danes
- Boeing 377 Stratocruiser- razvito kmalu po zaključku 2. svetovne vojne iz modela C-97 Stratofreighter, predstavlja mejnik kot dvonadstropnik z luksuzno kabino pod pritiskom
- Vickers Viscount – prvo turbopropelersko potniško letalo v uporabi
- Lockheed Constellation – razpoznavno letalo iz 1950-ih s tremi repnimi smernimi krmili, eno največjih propelerskih potniških letal. Pogosto ocenjeno kot najlepše potniško letalo vseh časov
- De Havilland Comet – prvo v večji seriji proizvedeno reaktivno potniško letalo; njegov ugled je bil omadeževan z nizom nesreč, ki so bile posledica strukturnih napak letala
- Antonov An-2- v času uporabe najbolje prodajano potniško letalo
- Tupoljev Tu-104 – prvo turboreaktivno letalo v redni uporabi in hkrati edino uporabljano reaktivno potniško letalo med letoma 1956 in 1958
- Boeing 707 – prvo serijsko ameriško reaktivno potniško letalo
- Tupoljev Tu-124 - prvo potniško letalo s turoventilacijskim pogonom
- Douglas DC-8 – kljub predstavitvi za Boeingom 707 je vzpostavil podjetje Douglas kot ponudnika potniških letal; letalo se kot transportno letalo uporablja še vedno (2013), dolgo zatem, ko so glavnega tekmeca, Boeing 707, umaknili iz uporabe
- Sud Aviation Caravelle – prvo reaktivno letalo z repno nameščenimi motorji in prvo letalo, ki je izvedlo pristanek v pogojih zmanjšane vildjivosti
- Tupoljev Tu-154 – standardno letalo za srednje proge v Rusiji in sorodnih državah, kjer je nosil polovico potniškega prometa od leta 1972; 1015 izdelanih; najhitrejše potniško letalo v uporabi
- Iljušin Il-62 – tri desetletja (od 1965) standardno potniško letalo za dolge proge v Rusiji in sorodnih državah; še vedno v uporabi
- Mcdonnell Douglas DC-9 – v vseh različicah izdelanih skoraj 2.500 primerkov
- Boeing 737 – najbolje prodajano reaktivno potniško letalo v zgodovini letalstva[2]
- Tupoljev Tu-144 – prvo nadzvočno potniško letalo, izdelano v Sovjetski zvezi
- Concorde – angleško-francosko nadzvočno potniško letalo, edino, ki je bilo v redni uporabi
- Boeing 747 »Jumbo Jet« – eno najbolj prepoznavnih potniških letal, največje potniško letalo med letoma 1969 in 2005
- McDonnell Douglas DC-10 – trimotorni tekmec letala Boeing 747
- Airbus A300 – prvo širokotrupno letalo z le dvema reaktivnima motorjema
- Airbus A320 – Prvo potniško letalo s standardno uporabo tehnologije fly-by-wire
- Antonov An-225 »Mrija« – največje in najtežje potniško letalo. Izdelan le en primerek, ki se uporablja za prevoz izjemno velikih tovorov. Je tudi edino potniško letalo v uporabi, opremljeno s šestimi motorji
- Boeing 777 – prvo letalo, zasnovano izključno z računalnikom, brez izdelanih maket
- Airbus A380 »Superjumbo« – od leta 2005 največje potniško letalo na svetu
- Boeing 787 »Dreamliner« – prvo reaktivno potniško letalo, katerega konstrukcija je večinoma izdelana iz kompozitnih materialov